# 欧兹维尔托洛萨讷
欧兹维尔托洛萨讷（法語：Auzeville-Tolosane，法語發音：[ozvil tɔlozan]）是法国上加龙省的一个市镇，属于图卢兹区。

## 地理
欧兹维尔托洛萨讷（43°31'38"N, 1°28'54"E）面积6.66 平方千米，位于法国奧克西塔尼大區上加龙省，该省份为法国西南部内陆省份，西南端与西班牙接壤，自此顺时针与上比利牛斯省、热尔省、塔恩-加龙省、塔恩省、奥德省和阿列日省接壤。
与欧兹维尔托洛萨讷接壤的市镇（或旧市镇、城区）包括：拉蒙維爾-聖阿涅、卡斯塔内托洛桑、拉贝日、梅尔维拉、佩什比斯克。

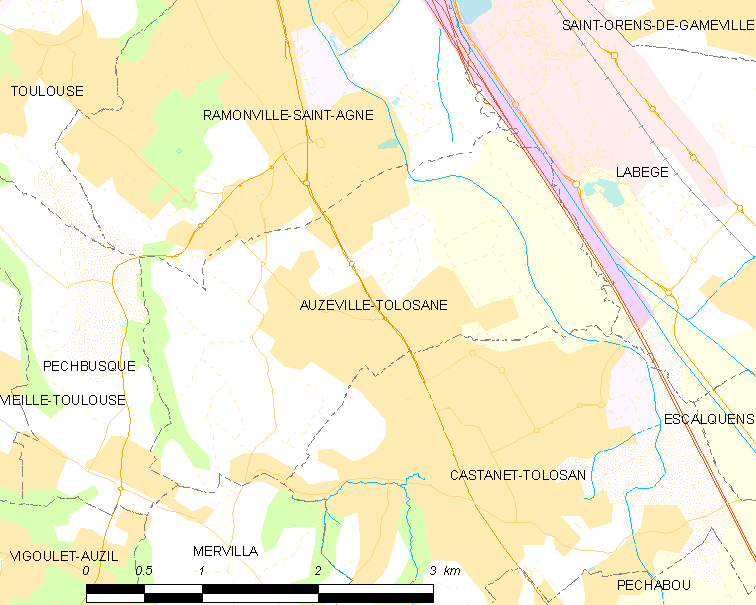
欧兹维尔托洛萨讷的OSM定位图

欧兹维尔托洛萨讷的时区为UTC+01:00、UTC+02:00（夏令时）。

## 行政
欧兹维尔托洛萨讷的邮政编码为31320，INSEE市镇编码为31035。

## 政治
欧兹维尔托洛萨讷所属的省级选区为卡斯塔内托洛桑县。

## 人口

1962-2008年间欧兹维尔托洛萨讷人口变化图示

欧兹维尔托洛萨讷于2022年1月1日时的人口数量为4451人。